# بلودش
بلودش (بالألمانية: Bludesch) هي بلدية في مقاطعة بلودنز في ولاية فورارلبرغ غرب النمسا بلغ عدد سكانها 2288 نسمة (في 1 يناير 2015).
وهي موجودة في فولغا بجوار لودش وثكنات عسكرية وتصل مدينة بلودنز بمدينة فليدا كريخ ويمر بيها الأنهار والوادين وحيث الأرضي الزراعية غنية وذات مناخ جميل وتعد عقدة للمواصلات بين بلودنز وفليداكريخ. كانت في العصور الوسطى منطقة لزرعة العنب في سفوح الجبال وكان يوجد فيها في السابق محطة للقطارات أما الآن المحطة في مدينة نينزك وفيها سوق مركزي كبير اسمه السوتي ليتي وفيها مدرسة ابيدائية وغنية بالأمطار الموسمية والجو الجميل وهي غنية بالمياه الجوفية.